# Ganges Chasma
Ganges Chasma é um cânion profundo na terminação oriental do vasto sistema de Valles Marineris, no quadrângulo de Coprates em Marte. Este cânion está situado a 8º latitude sul e 48.1º longitude oeste; sendo um ramo de Eos Chasma. Seu nome vem do Rio Ganges no Sul da Ásia.